# Тауматафакатангихангакоауауотаматеатурипукакапикимаунгахоронукупокаифенуакитанатаху
Тауматафакатангихангакоауауотаматеатурипукакапикимаунгахоронукупокаифенуакитанатаху (маори Taumatawhakatangihangakoauauotamateaturipukakapikimaungahoronukupokaiwhenuakitanatahu или, более кратко, Тауматафакатангихангакоауауотаматеапокаифенуакитанатаху) — холм высотой 305 метров в Новой Зеландии, в регионе Хокс-Бей (Северный остров). Это название часто сокращается местными жителями до Таумата (маори Taumata) для удобства в общении.
Приблизительный перевод этого слова звучит так: «Вершина холма, где Таматеа, мужчина с большими коленями, который скатывался, забирался и проглатывал горы, известный как поедатель земли, играл на своей флейте для своей возлюбленной». Этот топоним, содержащий 83 буквы (в русской транскрипции), считается самым длинным в мире топонимом, состоящим из одного слова.
Существует несколько версий произношения этого названия. Например, в Книге рекордов Гиннесса записано название, состоящее из 92 букв (на английском языке).
Более длинная версия названия новее и более формальна, чем та, которая более короткая. Однако местные жители утверждают, что более длинное название всегда использовалось местными маори. Жители Уэльса, где находится населённый пункт с одним из длиннейших в мире названий, утверждают, что данный топоним был выдуман специально для того, чтобы превзойти самое длинное название в Великобритании.